# 61. Grammy-gála
Az 61. Grammy-gála megrendezésére 2019. február 10-én került sor a Los Angeles-i Staples Centerben. A műsort a CBS tévécsatorna közvetítette. A showt összesen 19,9 millió néző követte nyomon.

## Díjazottak és jelöltek
A nyertesek és a jelöltek kategóriánként:

### Általános
Az év felvétele
- "This Is America" – Childish Gambino
- "I Like It" – Cardi B, Bad Bunny & J Balvin
- "The Joke" – Brandi Carlile
- "God’s Plan" – Drake
- "Shallow" – Lady Gaga & Bradley Cooper
- "All the Stars" – Kendrick Lamar & SZA
- "Rockstar" – Post Malone featuring 21 Savage
- "The Middle" – Zedd, Maren Morris and Grey

Az év albuma
- Golden Hour – Kacey Musgraves
- Invasion of Privacy – Cardi B
- By the Way, I Forgive You – Brandi Carlile
- Scorpion – Drake
- H.E.R. – H.E.R.
- Beerbongs & Bentleys – Post Malone
- Dirty Computer – Janelle Monáe
- Black Panther: The Album, Music From and Inspired By – (Various Artists)

Az év dala
- "This Is America" – Childish Gambino
- "All the Stars" – Kendrick Lamar & SZA
- "Boo'd Up" – Ella Mai
- "God's Plan" – Drake
- "In My Blood" – Shawn Mendes
- "The Joke" – Brandi Carlile
- "The Middle" – Zedd, Maren Morris and Grey
- "Shallow" – Lady Gaga & Bradley Cooper

Legjobb új előadó
- Dua Lipa
- Chloe x Halle
- Luke Combs
- Greta Van Fleet
- H.E.R.
- Margo Price
- Bebe Rexha
- Jorja Smith

## Fellépők
| Előadó(k)                                                                        | Dal(ok) |
| -------------------------------------------------------------------------------- | --- |
| Camila Cabello J Balvin Ricky Martin Young Thug Arturo Sandoval                  | "Havana" "Pégate" Mi Gente" |
| Shawn Mendes Miley Cyrus                                                         | "In My Blood" |
| Kacey Musgraves                                                                  | "Rainbow" |
| Janelle Monáe                                                                    | "Make Me Feel" "Django Jane" Pynk" |
| Post Malone Red Hot Chili Peppers                                                | "Stay" "Rockstar" Dark Necessities" |
| Kacey Musgraves Katy Perry Dolly Parton Miley Cyrus Maren Morris Little Big Town | Tribute to Dolly Parton "Here You Come Again" "Jolene" After the Gold Rush" "Red Shoes" "9 to 5"                                                                                                |
| H.E.R.                                                                           | "Hard Place" |
| Cardi B Chloe Flower                                                             | "Money" |
| Alicia Keys                                                                      | "Maple Leaf Rag" "Killing Me Softly with His Song" Lucid Dreams" Unforgettable" Clocks" Use Somebody" Boo'd Up" In My Feelings" Doo Wop (That Thing)" Empire State of Mind"                     |
| Dan + Shay                                                                       | "Tequila" |
| Diana Ross                                                                       | "The Best Years of My Life" "Reach Out and Touch (Somebody's Hand)" |
| Lady Gaga Mark Ronson Andrew Wyatt Anthony Rossomando                            | "Shallow" |
| Travis Scott James Blake Philip Bailey                                           | "Stop Trying to Be God" "No Bystanders" |
| Jennifer Lopez Smokey Robinson Alicia Keys Ne-Yo                                 | Motown 60: A Grammy Celebration "Dancing in the Street" "Please Mr. Postman" Money (That's What I Want)" Do You Love Me" ABC" My Girl" Papa Was a Rollin' Stone" War" Square Biz" Another Star" |
| Brandi Carlile                                                                   | "The Joke" |
| Chloe x Halle                                                                    | Tribute to Donny Hathaway "Where is the Love" |
| St. Vincent Dua Lipa                                                             | "Masseduction" "One Kiss" |
| FantasiaAndra Day Yolanda Adams                                                  | Tribute to Aretha Franklin "(You Make Me Feel Like) A Natural Woman" |